# Myioborus chrysops
Myioborus chrysops är en fågelart i familjen skogssångare inom ordningen tättingar. Den betraktas oftast som underart till gulpannad vitstjärt (Myioborus ornatus), men urskiljs sedan 2016 som egen art av Birdlife International och IUCN.
Fågeln förekommer i västra och centrala Anderna i Colombia (Antioquia till Cauca och Huila). Den kategoriseras av IUCN som livskraftig.